# Lionel Erdogan
Lionel Erdogan, né à Champigny-sur-Marne, est un acteur français.

## Biographie

### Carrière
En 1999, à 15 ans, Lionel Erdogan entre au conservatoire de Champigny-sur-Marne. Après sa majorité, il entre  à l'école du Studio d'Asnières,, encouragé par son professeur Olivier Letellier. Ce dernier le met ensuite en scène dans l'adaptation du roman de Marie-Aude Murail, Oh Boy!. Le seul en scène reçoit le Molière du spectacle jeune public en 2010,.
Lionel Erdogan collabore ensuite avec Pierre Palmade, Nicolas Briançon, Alexis Michalik...
Au cinéma, il tourne avec Olivier Dahan, Christian Duguay, Richard Berry et Jacques Gamblin dans Père fils thérapie !.
À la télévision, il participe à de nombreuses séries telles que Antigone 34, Engrenages, Marseille avec Gérard Depardieu, On va s'aimer un peu, beaucoup... et La Révolution sur Netflix.

### Engagement caritatif
Il est président de l'association culturelle A3JV à Champigny-sur-Marne, qu'il a créé en 2016 avec d'anciens élèves et qui donne des cours de théâtre.
Depuis 2019, il est parrain de l'Association ELA.

## Filmographie

### Cinéma

#### Longs métrages
- 2014 : Grace de Monaco d'Olivier Dahan : Un valet
- 2015 : Belle et Sébastien : L'aventure continue de Christian Duguay : Un soldat américain
- 2016 : Père fils thérapie ! d'Émile Gaudreault : Simart
- 2016 : Les Têtes de l'emploi d'Alexandre Charlot et Franck Magnier : Philippe
- 2024 : L'Heureuse Élue de Frank Bellocq : Benoît

#### Courts métrages
- 2012 : Seconde de Julien Hérichon et Yvo Muller : Un trader
- 2016 : Love at First Heist de Rémi Anfosso : Un client
- 2016 : Lapin de Pierre-François Ozanne : Le mari
- 2016 : Le chant des cigales de Samuel Tudela : Gus
- 2025 : Le Dragon de Quentin Dupuy : Le médecin

### Télévision

#### Séries télévisées
- 2012 : Antigone 34 : Fifi
- 2014 - 2020 : Engrenages : Tom
- 2016 - 2018 : Marseille : Alain Costabone
- 2017 - 2019 : On va s'aimer un peu, beaucoup... : Paul
- 2020 : La Révolution : Albert Guillotin
- 2020 : Les Petits Meurtres d'Agatha Christie : Tom Marsan
- 2021 : L'Absente : Loïc[8]
- 2022 : Les Combattantes : Victor Dewitt
- 2022 : Syndrome E : Ludovic Sénéchal
- 2023 : Tout cela je te le donnerai : Père Lucas Rubio
- 2025 : Dear You : Sam
- 2025 : Clean de Cathy Verney : Marc Bessano

## Théâtre
- 2001 : Elle voulait voler les pieds sur terre de Xavier Durringer, mise en scène Olivier Letellier, Champigny-sur-Marne
- 2002 : Gare à vue, mise en scène Guillaume Servelli, Champigny-sur-Marne
- 2003 : Croisade de Michel Azama, mise en scène Guillaume Servelli, Champigny-sur-Marne, tournée
- 2007 : Le Collier d'Hélène de Carole Fréchette, mise en scène Marie Normand, Théâtre du Soleil, La Cartoucherie
- 2009 - 2015 : Oh Boy! de Marie-Aude Murail, mise en scène Olivier Letellier, Théâtre national de Chaillot, tournée[9]
- 2013 - 2014 : L'Entreprise, la troupe à Palmade, Théâtre Tristan-Bernard, tournée
- 2015 : Mensonges d'États de Xavier Daugreilh, mise en scène Nicolas Briançon, Théâtre de la Madeleine
- 2015 - 2016 : Copains comme cochons, la troupe à Palmade, Comédie de Paris
- 2017 : La Fille sur la banquette arrière de Bernard Slade, mise en scène Thierry Harcourt, tournée
- 2020 : Edmond de et mise en scène d'Alexis Michalik, Théâtre du Palais-Royal : Léonidas Volny[10]
- 2022 : Comme il vous plaira de William Shakespeare, adaptée et mise en scène par Pierre-Alain Leleu au Théâtre de la Pépinière  : Orlando [11]
- 2024 : Oublie-moi de Matthew Seager au Théâtre la Bruyère

## Doublage
- 2024 : Beastars : Yahya (saison 3)